# Élections législatives autrichiennes de 1959
Les élections législatives autrichiennes de 1959 (Nationalratswahl in Österreich 1959, en allemand), se sont tenues le 10 mai 1959, en vue d'élire les 165 députés du Conseil national, pour un mandat de quatre ans.
Le Parti populaire autrichien remporte 1 siège de plus lors de ces élections que le Parti socialiste d'Autriche arrivé en tête.

## Contexte
Julius Raab est chancelier ÖVP depuis 1953.

## Mode de scrutin

Carte des neuf Länder.

L'Autriche est une république semi-présidentielle dotée d'un parlement bicaméral.
Sa chambre basse, le Conseil national (en allemand : Nationalrat), est composée de 165 députés élus pour cinq ans selon un mode de scrutin proportionnel de liste bloquées dans neuf circonscriptions, qui correspondent aux Länder, à raison de 7 à 36 sièges par circonscription selon leur population. Elles sont ensuite subdivisées en un total de 43 circonscriptions régionales.
Le seuil électoral est fixé à 4 % ou un siège d'une circonscription régionale. La répartition se fait à la méthode de Hare au niveau régional puis suivant la méthode d'Hondt au niveau fédéral.
Bien que les listes soit bloquées, interdisant l'ajout de noms n'y figurant pas, les électeurs ont la possibilité d'exprimer une préférence pour un maximum de trois candidats, permettant à ces derniers d'être placés en tête de liste pour peu qu'ils totalisent un minimum de 14 %, 10 % ou 7 % des voix respectivement au niveau régional, des Länder, et fédéral. Le vote, non obligatoire, est possible à partir de l'âge de 19 ans.

## Partis et têtes de liste
| Parti | Parti                                                                                | Idéologie                                                      | Tête de liste                      | Résultat en 1956           |
| ----- | ------------------------------------------------------------------------------------ | -------------------------------------------------------------- | ---------------------------------- | -------------------------- |
|       | Parti populaire autrichien Österreichische Volkspartei                               | Centre droit Démocratie chrétienne, conservatisme, libéralisme | Julius Raab (Chancelier fédéral)   | 46,0 % des voix 82 députés |
|       | Parti socialiste d'Autriche Sozialistische Partei Österreichs                        | Centre gauche Social-démocratie, progressisme                  | Bruno Pittermann (Vice-chancelier) | 43,0 % des voix 74 députés |
|       | Parti de la liberté d'Autriche Freiheitliche Partei Österreichs                      | Extrême droite Nationalisme, conservatisme, euroscepticisme    | Friedrich Peter                    | 6,5 % des voix 6 députés   |
|       | Opposition de la communauté populaire autrichienne Kommunistische Partei Österreichs | Extrême gauche Communisme                                      | Johann Koplenig                    | 4,4% des voix 3 députés    |

## Résultats

### Scores
| Parti | Parti                                      | Suffrages | Suffrages | Suffrages | Sièges  | Sièges |
| Parti | Parti                                      | Voix      | %         | +/-       | Députés | +/-    |
| ----- | ------------------------------------------ | --------- | --------- | --------- | ------- | ------ |
|       | Parti socialiste d'Autriche (SPÖ)          | 1 953 935 | 44,78     | 1,73      | 78      | 4      |
|       | Parti populaire autrichien (ÖVP)           | 1 928 043 | 44,19     | 1,77      | 79      | 3      |
|       | Parti de la liberté d'Autriche (FPÖ)       | 336 110   | 7,70      | 1,18      | 8       | 2      |
|       | Communistes et socialistes de gauche (KuL) | 142 578   | 3,27      | 1,15      | 0       | 3      |
|       | Autres                                     | 2 190     | 0,05      | N/A       | 0       | N/A    |

### Analyse
Le Parti populaire autrichien obtient 44,19 % des voix mais 1 siège de plus que le Parti socialiste d'Autriche qui obtient pourtant plus de voix. Les Communistes et socialistes de gauche perdent les 3 députés qu'ils possédaient.

### Conséquences
La coalition est reconduite au pouvoir, Julius Raab reste chancelier.